# NGC 241
NGC 241 é um aglomerado aberto na direção da constelação de Tucana. O objeto foi descoberto pelo astrônomo John Herschel em 1834, usando um telescópio refletor com abertura de 18,6 polegadas. 